# Najodka
Najodka (en ruso: Находка) es una ciudad de Rusia localizada en la costa del Pacífico, a orillas de la bahía homónima de Najodka, una de las bahías interiores del golfo de Pedro el Grande en el mar de Japón. Es el puerto de la flota del Pacífico de la marina rusa del krai de Primorie. Su población en el censo de 2021 era de 142 673 habitantes.

## Historia
De 1945 a 1950, se ubicó un campo para prisioneros de guerra japoneses y rusos en Nakhodka con sucursales en diferentes partes de la aldea, todos los prisioneros fueron enviados a la ciudad. La gestión de Dalstroy y su infraestructura social estaban ubicadas en la Ciudad Administrativa.
Najodka obtuvo el título de ciudad el 18 de mayo de 1950.
En 1965, se abrió la oficina de exportación e importación de Dalyintorg en Nakhodka, que estaba a cargo de las relaciones comerciales entre el Lejano Oriente de la URSS y Japón, Australia y Corea del Norte. El 16 de diciembre de 1970, comenzó la construcción del puerto Vostochny , cuya construcción fue anunciada por el sitio de construcción All-Union shock Komsomol. 

## Galería

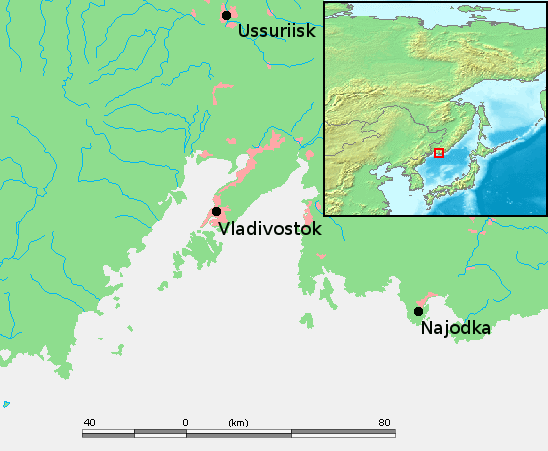
Mapa donde sale Najodka
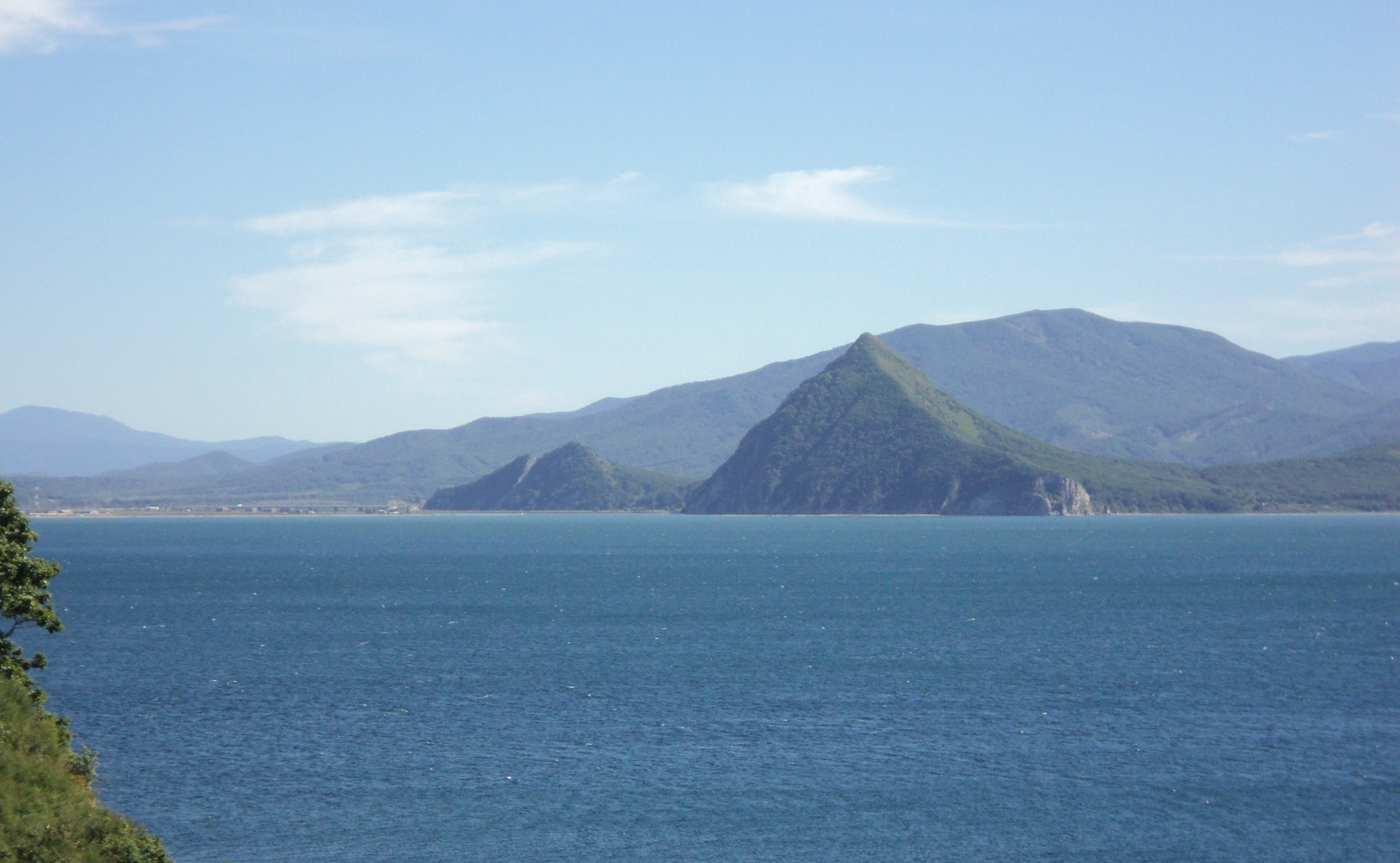
Sestra, el símbolo de Najodka
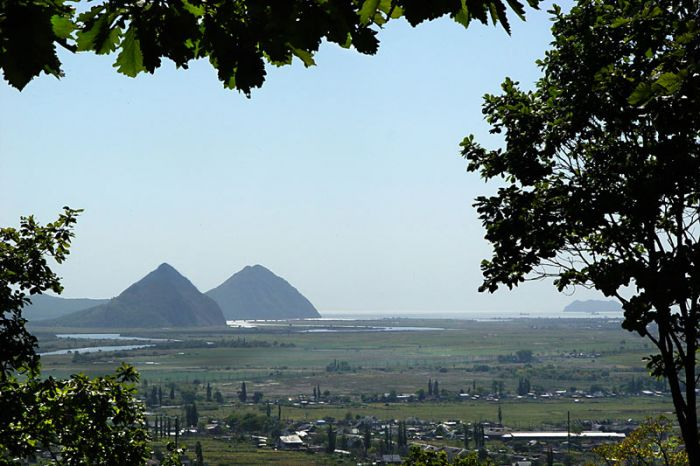
Paisaje cerca de Najodka

## Clima
Posee un clima continental extremado, con inviernos largos y duros, a pesar de estar en la costa.
Temperatura media anual: 6.9 °C
Temperatura media en enero: -9.3 °C
Temperatura media en agosto: 20.6 °C
Precipitación media anual: 860 mm
| Parámetros climáticos promedio de Najodka | Parámetros climáticos promedio de Najodka | Parámetros climáticos promedio de Najodka | Parámetros climáticos promedio de Najodka | Parámetros climáticos promedio de Najodka | Parámetros climáticos promedio de Najodka | Parámetros climáticos promedio de Najodka | Parámetros climáticos promedio de Najodka | Parámetros climáticos promedio de Najodka | Parámetros climáticos promedio de Najodka | Parámetros climáticos promedio de Najodka | Parámetros climáticos promedio de Najodka | Parámetros climáticos promedio de Najodka | Parámetros climáticos promedio de Najodka |
| Mes                                       | Ene.                                      | Feb.                                      | Mar.                                      | Abr.                                      | May.                                      | Jun.                                      | Jul.                                      | Ago.                                      | Sep.                                      | Oct.                                      | Nov.                                      | Dic.                                      | Anual                                     |
| ----------------------------------------- | ----------------------------------------- | ----------------------------------------- | ----------------------------------------- | ----------------------------------------- | ----------------------------------------- | ----------------------------------------- | ----------------------------------------- | ----------------------------------------- | ----------------------------------------- | ----------------------------------------- | ----------------------------------------- | ----------------------------------------- | ----------------------------------------- |
| Temp. máx. abs. (°C)                      | 9                                         | 7                                         | 16                                        | 30                                        | 29                                        | 30                                        | 37                                        | 34                                        | 27                                        | 23                                        | 22                                        | 10                                        | 37                                        |
| Temp. máx. media (°C)                     | -6.2                                      | -3.0                                      | 2.7                                       | 9.4                                       | 14.5                                      | 18.8                                      | 22.2                                      | 23.6                                      | 20.0                                      | 13.5                                      | 4.8                                       | -2.8                                      | 9.9                                       |
| Temp. media (°C)                          | -9.3                                      | -5.9                                      | -0.1                                      | 6.1                                       | 11.0                                      | 15.3                                      | 19.0                                      | 20.6                                      | 17.0                                      | 10.5                                      | 1.8                                       | -6.0                                      | 6.9                                       |
| Temp. mín. media (°C)                     | -12.2                                     | -8.8                                      | -3.0                                      | 2.8                                       | 7.8                                       | 12.3                                      | 16.2                                      | 17.9                                      | 14.2                                      | 7.7                                       | -0.8                                      | -8.7                                      | 3.9                                       |
| Temp. mín. abs. (°C)                      | −27                                       | −22                                       | −15                                       | −7                                        | 1                                         | 3                                         | 6                                         | 11                                        | 2                                         | −7                                        | −18                                       | −22                                       | −27                                       |
| Precipitación total (mm)                  | 38                                        | 32                                        | 37                                        | 44                                        | 71                                        | 102                                       | 141                                       | 141                                       | 105                                       | 58                                        | 51                                        | 40                                        | 860                                       |
| Días de precipitaciones (≥ 1 mm)          | 5                                         | 7                                         | 9                                         | 10                                        | 9                                         | 14                                        | 13                                        | 12                                        | 10                                        | 8                                         | 9                                         | 6                                         | 112                                       |
| Días de lluvias (≥ 1 mm)                  | 0                                         | 1                                         | 2                                         | 9                                         | 9                                         | 14                                        | 13                                        | 12                                        | 10                                        | 8                                         | 6                                         | 2                                         | 86                                        |
| Días de nevadas (≥ 1 mm)                  | 5                                         | 6                                         | 7                                         | 2                                         | 0                                         | 0                                         | 0                                         | 0                                         | 0                                         | 1                                         | 3                                         | 5                                         | 29                                        |
| Fuente n.º 1: Primorsky-Meteo             |                                           |                                           |                                           |                                           |                                           |                                           |                                           |                                           |                                           |                                           |                                           |                                           |                                           |
| Fuente n.º 2: Weatherbase                 |                                           |                                           |                                           |                                           |                                           |                                           |                                           |                                           |                                           |                                           |                                           |                                           |                                           |